# Двайт Барнетт
Двайт Барнетт (англ. Dwight Barnett; нар. 1 березня 1982, Сент-Ендрю, Ямайка) — ямайський футболіст, центральний нападник клубу National Premier Soccer League «Тампа Мародерс».

## Життєпис

### Юнацькі та університетські команди
Протягом двох років виступав за футбольну команду Коледжу округу Геркімер, будучи капітаном команди «Дженералс» NJCAA Division III National Championship 2005 року. За два роки навчання в коледжі відзначився 53-ма голами та віддав 34 передачі, а також допоміг привести «Дженералс» до двох чемпіонств у регіоні III, фінішувати 2-му місці в Національному чемпіонаті 2004 році та виграти вище вказаний турнір у 2005 році. У 2004 та 2005 році визнаний гравцем року в Конференції гірської долини та регіону III, а в 2005 році — національним гравцем року NJCAA.
В юні роки перейшов до університету Лінна й протягом обох років навчання очолював свою команду за очками, порушеннями правил та результативних передачах. У 2007 році визнавався найкращим атакувальним гравцем, включався до Першої та Другої команди All Sunshine State Conference, у 2006 та 2007 роках до All Regional Team та тричі до NSCAA All American.
Під час навчання у коледжі виступав також за клуби USL Premier Development League «Вестчестер Флеймс» та «Кейп Код Крюсадерс».

### Професіональна кар'єра
Барнетта прийняли до третього раунду (під загальним 38-им номером) СуперДрафту MLS 2008 року від «Чикаго Файр», за який зіграв 5 матчів в рамках передсезонної підготовки, але клуб з Чикаго так і не запропонував Двайту професіонального контракту. Згодом він підписав контракт з представником USL First Division «Монреаль Імпакт», у футболці якого дебютував на професіональному рівні в переможному (2:1) поєдинку проти «Маямі». У вище вказаному матчі також відзначився своїм першим голом у дорослому футболі. Вперше в кар'єрі вийшов на поле в стартовому складі в поєдинку кваліфікації Ліги чемпіонів КОНКАКАФ проти «Торонто». Після цього зіграв ще 6 матчів за «Імпакт», а наприкінці вище вказаного року отримав статус вільного агента.
Після успішного перегляду підписав контракт з ірландським клубом «Дандолк», де отримав футболку з 15-им ігровим номером.